# Нереди на северу Косова и Метохије 13. октобра 2021.
Косовска полиција спровела је 13. октобра 2021. године, акцију у којој је затворено више продавница у северном делу Косовске Митровице и околним местима и на тај начин изазвала реакцију житеља тог града, који су камионима и возилима блокирали поједине градске улице и раскрснице. У Рашкој је у 15 сати одржан састанак председника Србије са Србима са КиМ.

## Позадина
Крајем јула 2011. године, у којима Србија није хтела да прихвати косовска државна обележја започела је Криза на северу Косова и Метохије политичка криза која је избила као последица неуспелих преговора о царинским печатима. На ту одлуку Србије привремене косовске инстутуције су одговориле увођењем ембарга на српску робу и увођењем забране за пролазак камиона и других теретних возила из Србије, под образложењем спречавања илегалног шверца на северу Косова. Додатне компликације настале су када су косовске власти наредиле својим полицијским специјалним јединицама Роса да заузму административне прелазе Јариње и Брњак. Срби сазнавши за упад Косовских специјалних јединица, одговорили су постављањем барикада, блокадама свих магистралних и других путева и посипањем шљунка по коловозу. Ова криза је формално окончана Бриселским споразумом између Владе Србије и привремених косовских институција, потписаним 19. априла 2013, али криза и даље траје јер албанска страна не жели да се придржава постигнутог договора. Пошто албанска страна углавном није поштовала постигните договоре у споразуму, потписан је у наредних десет година низ нових споразума, међу којима су Договор о прелазима (2011), Текст споразума о Заједници српских општина, Споразума о енергетици и Споразума о телекоуникацијама, Договор о регионалном представљању Косова (2012), Бриселски споразум (2013), Бриселски споразум (2015),Споразуми у Вашингтону (2020) и Споразум о регистарским таблицама (2021).

## Упад РОСУ и нереди на северу Косова и Метохије
Дана 13. октобра 2021. године покренута акција косовске полиције, наводно у циљу реализације стратешких циљева на спречавању кривичних дела, посебно у борби против кријумчарења робе.

### Сукоби у Северној Митровици
У Северној Митровици су се око 9 часова ујутру градом огласиле сирене за ваздушну опасност, а велики број Срба окупио се на улицама. Због протеста грађана, полиција је у једном тренутку активирала сузавац и шок бомбе, а градом су одзвањале и сирене за узбуну. Навели су да су полицијски инспектори у цивилу, уз пратњу наоружане полиције, у северни део стигли из јужног дела Митровице. Косовска полиција се огласила саопштењем у којем наводи да је у "раним јутарњим часовима започела полицијска операција у циљу спречавања кријумчарења робе. Акција се спроводила у региону Приштине, Пећи, Јужне и Северне Митровице". Више аутомобила је оштећено, а један је запаљен у Северној Митровици на раскрсници између Средње техничке школе "Михаило Петровић Алас" и Бошњачке махале. Припадници интервентне јединице косовске полиције налазе се и у суседној општини Звечан. Блокиран је пут који води ка насељу Рударе у близини моста, а повремено се из тог правца чују детонације. Ситуација у центру Косовске Митровице је око 11 часова почела да се смирује, а грађани да се полако разилазе, а највећи део полицијских снага се изместио ка Бошњачкој махали и тзв. истичном мосту који води ка јужном делу града. Главна раскрсница у северном делу града и даље блокирана камионима. Најмање шест особа је примљено у КБЦ Косовска Митровица. Један од повређених је пребачен у операциону салу. Курти је позвао на смирење у северном делу Косовске Митровице и рекао да је акција косовске полиције завршена. Око подне још једна детонација одјекнула је у северној Митровици, из правца Бошњачке махале. Окупљени грађани негодују, а мањи број људи је и даље на раскрсници улица Лоле Рибара и Књаза Милоша, преноси портал Радио Контакт плус. Камиони који су били распоређени на овом месту, померени су ниже низ улицу која води према Бошњачкој махали. У северној Митровици су увече уклоњене барикаде постављене након акције косовске полиције за одузимање кријумчарене робе. Пут је сада слободан за саобраћај.

### Сукоби у Звечану
Припадници интервентне јединице косовске полиције налазе се и у суседној општини Звечан. Блокиран је пут који води ка насељу Рударе у близини моста, а повремено се из тог правца чују детонације. Један Србин упуцан је у Звечану и његов стање је тешко, речено је из КБЦ Косовска Митровица. Хирург Златан Елек, директор КБЦ Косовска Митровица рекао је да је повреда нанета ватреним оружје, преноси Косово онлајн.
"Устрељен је у пределу грудног коша. Повређени су му лопатица и ребро, спремамо се за операциону салу како би му извадили метак. Он се налази у интезивној нези и у тешком је стању", додао је Елек.
Како Косово онлајн наводи да је повређени мушкарац упуцан с леђа. У међувремену, припадници Косовске полиције су почели да се повлаче из Звечана, а на путу су биле приметне чауре од бојеве муниције. Немира је било и на путу према Зубином Потоку. Окупљени грађани поставили су барикаде у Рудару код „крста“, у општини Звечан. Блокиран је саобраћај камионима на магистралном правцу Митровица-Лепосавић код места Рударе. Барикада је од неколико камиона а ту су и окупљени грађани. Недалеко од њих остаци неколико стотина чаура које је испалила полиција. Полиција се повукла у своје базе. Косовска полиција ухапсила је око подне мушкарца српске националности у Звечану, навео је индекспортал. Репортери овог портала објавили су снимак хапшења, а како наводе ухапшени је одведен у станицу на разговор. Српски становници севера Косова поставили су у вечерњим сатима нову барикаду у Звечану у знак протеста након акције Специјалне јединице Косова.

### Стање повређених Срба
Директор КБЦ Косовска Митровица Златан Елек рекао је да су два пацијента која су повређена на северу Косова збринута у тој установи и да је пацијенту који је упуцан извађен метак, крварење санирано као и да се налази на интензивној нези.
„Хитно је оперисан пацијент који је упуцан у леђа. Метак је прошао кроз десну лопатицу која је поломљена и готово изашао на предњој страни врата у близини великих крвних судова“, рекао је Елек за Танјуг.
Он је додао да је други пацијент који је задржан примљен са повредама грудног коша. Елек је рекао и да је укупно повређено 10 особа, а да је двоје задржано на лечењу. Он је објаснио да су се остали грађани углавном јављали због повреда очију изазваних сузавцем и лакших телесних повреда од гумених метака и да су после санирања повреда напустили КБЦ.
Срећко Софронијевић који је претходног дана током полицијске акције приштинских специјалних снага тешко рањен, налази се на интензивној нези и ван је животне опасности.
Срећко Софронијевић, кога су 13. октобра тешко ранили специјалци косовске полиције, пребачен је 18. октобра у Ургентни центар у Београду, због могућих постоперативних компликација, изјавио је за Танјуг директор КБЦ Косовска Митровица Златан Елек.

### Реакције Приштине
Премијер привремених институција у Приштини Аљбин Курти изјавио је да је данашња акција Косовске полиције била усмерена против шверцера у Приштини, Пећи и у северном и јужном делу Косовске Митровице. Он је на свом Фејсбуку написао да је Косовска полиција јутрос покренула операцију претреса неколико локација у Пећи, Приштини и Митровици, као и да је она производ координисане акције полиције и Тужилаштва. Косовска полиција се огласила саопштењем у којем наводи полицијска операција спроведена у региону Приштине, Пећ, Митровице Југ и Митровице Север".
"Док у свим регионима је полицијска операција спроведена без проблема у делу Митровице Север, криминалне групе на организовани начин су се окупили, блокирали су путеве са различитим превозним средствима, користили су гасне боце, шок бомбе, пуцали су ватреним оружјем и ручне бомбе како би спречили и напали царинске и полицијске службенике који су били на извршавању службене дужности", стоји у саопштењу.
Позивајући се на створену ситуацију, директном угрожавањем службеника, блокаде путева, употребе гасних боца, шок бомбе, употребу ватреног оружја и ручних бомби од стране осумњичених и оштећење / паљење службених возила, Полиције Косова, принуђена је била да предузме полицијске мере користећи неопходна правна средства, у циљу пружања безбедности над службеницима укљученим у операцију, градјанима на том подручју је створена могућност слободног кретања".
Министар унутрашњих послова привремених институција у Приштини Џељаљ Свечља изјавио је да је за данашњу акцију против кријумчарења у неким општинама на Космету постојала координација са међународним савезницима. Он је рекао да у оперативним центрима полиције постоје међународни представници који им помажу у обављању дужности.
"Ова акција је уперена против шверца, што је рана која исцрпљује финансије намењене држави Косово. Имали смо координацију са међународним актерима у вези ове активности", рекао је Свечља на конференцији за новинаре.
Он је додао и да таквих акција у борби против шверца има готово свакодневно, постављајући питање да ли косовска полиција увек треба са неким да координира. Свечља такође тврди да су демонстранти у северном делу Косовске Митровице током сукоба „против полиције користили дуго оружје“.

### Реакције Србије
Председник Скупштине Србије Ивица Дачић изјавио је поводом најновијих дешавања на северу КиМ да међународна заједница мора да предузме најоштрије мере да се прекине са једностраним потезима који ће цео регион довести пред ситуацију "рат или мир". "Ово што се сада дешава није само ругање у лице читавој међународној заједници, већ представља и покушај застрашивања са крајњим циљем војног освајања севера КиМ где живе Срби и са додатним циљем да се они протерају са КиМ", рекао је Дачић за Танјуг. Председник парламента је подсетио да по Резолуцији 1244 Савета безбедности УН, безбедносну функцију на КиМ обавља КФОР, односно НАТО, наводећи да се упад јединице РОСУ дешава по ко зна који пут без обавештења председницима српских општина и без најаве, како је то предвиђено Бриселским споразумом.
Према његовим речима, КФОР је имао обавезу да обавести Србе ако их је, како каже, РОСУ уопште обавестила о томе, оцењујући да је реч о још једном кршењу Бриселског споразума.
"Ово је још један показатељ да ће све док се не покаже чврстина у осуди таквих једностраних акција, (Аљбин) Курти ићи на максималне провокације, са жељом и супротно свим залагањима Србије за мирно решење проблема и наставак дијалога, да силом покуша да освоји север и да тиме реши питање проблема Срба на КиМ", оценио је Дачић.
Он је рекао да подржава државне органе на челу са председником Србије Александром Вучићем, надлежним министарствима, односно војском и полицијом, да покажу чврстину у намери да укажу које су наше црвене линије.
“Наше црвене линије јесу опстанак Срба на КиМ, нарочито на северу КиМ, и нећемо дозволити никакве оружане нападе на северу. И то целој међународној заједници мора да буде јасно", поручио је Дачић.

#### Посета председника и министра одбране Рашкој
Потпредседник Владе и министар одбране Небојша Стефановић и начелник Генералштаба Војске Србије генерал Милан Мојсиловић стигли су у Рашку, где ће присуствовати састанку са председником Србије Александром Вучићем и са представницима Срба са Косова и Метохије. Председник Српске листе Горан Ракић рекао је да су се Срби са Косова и Метохије упутили ка Рашки где ће се састати са председником Србије Александром Вучићем. Ракић је за Пинк телевизију казао како је ово за њих најважнији састанак, као и да су данашња дешавања "прелила чашу”. Додао је и да је ово за све Србе - питање живота или смрти и да је ово "Кристална ноћ". Председник Србије Александар Вучић изјавио је по доласку у Рашку пре састанка са представницима Срба на северу КиМ да је поводом данашњих дешавања контактирао специјалног представника ЕУ Мирослава Лајчака. Председник Српске листе Горан Ракић тражио је да се састанак са председником Александром Вучићем преноси уживо. Ракић је тражио да камере испрате састанак и наводи да без њих представници Срба са севера КиМ неће да разговарају. Како је рекао, хоће да цела Србија чује шта се на КиМ дешава. Уз присуство медија око 16 сати одржан је састанак председника Србије Александра Вучића и представника Срба на Косову и Метохији у Рашки. Вучић је рекао да је спреман да саслуша Србе, и да ће на крају одговорити на све што имају да кажу. Истакао је да жели да покуша да постигну договор шта нам је у наредном периоду чинити. Упитао је руководство Српске листе, које је тражило присуство медија, да ли су сви медији присутни. Представници Срба из Звечана, Лепосавића, Зубиног Потока и других места пренели су да не могу више да трпе терор Приштине, скренули пажњу да су дошли да хапсе такозване шверцере са дугим цевима и бојевом муницијом и запитали се шта је следеће. Они су пренели Вучићу, представницима војске Србије, министрима војске и полиције Небојши Стефановићу и Александру Вулину, као и директору Канцеларије за КИМ Петру Петковићу, да желе да наставе да живе на КИМ, али да ће, уколико Србија не стоји иза њих сами да се одбране "како могу и умеју". Један од представника Срба рекао је да је данашњи инцидент "прелио чашу" и да је то личило на рат.
"Пуцало се на голоруке момке. Морам да похвалим што је у целој овој ситуацији било и младих и старих и мушкараца и жена, били смо као један. Био сам против уласка у институције, осам година тамо тражимо своја права и видимо који су резултати", рекао је он.
Он је додао да постоје два начина да се ситуација реши - демократски кроз институције које су, како је рекао, дискриминаторске према Србима, или кроз грађанску непослушност и излазак свих представника Срба из институција. Председник Србије Александар Вучић поручио Србима са Косова и Метохије на састанку у Рашкој да ће држава шта год да се деси, бити уз свој народ на КиМ и да ће подржати њихову одлуку, али их и замолио да размисле колико је цена коју ћемо сви морати да платимо. Али, ако Приштина настави овако, нећемо имати избора, додао је Вучић. Он је Србима рекао да разуме њихов гнев, јер су дочекали да “нападну Плазма кекс и лименке кока-коле и фанте”, дугим цевима.
Додао је да је добро разумео ситуацију, да види какво је расположење међу грађанима, и да је свестан да га, шта год да их замоли, неће послушали, али да је дошао да разговара са њима. Вучић је рекао да се плаши да у Приштини имамо неког потпуно ирационалног, а да у међународној заједници има злонамерних који искрено желе сукобе на овом простору, јер не желе да им се Србија брже приближава и развија. Председник Србије је рекао да би волео да сачувамо мир, јер је то од пресудног значаја. Он је рекао Србима да не може да их позива да улазе у сукобе са било ким, да је разумео њихову одлуку, иако би волео да су још мало размисли и доносили је рационалније. Вучић је нагласио да неке западне силе пожурују Албанце јер имају жељу да се све уруши и дестабилизује. Вучић је истакао да следи тежак период и да ће неке западне силе до пролећа тражити и укидање Републике Српске.
“Све ће то пасти на плећа Србије, како год окренете. А, на свему ће да раде најмоћније земље света”, рекао је Вучић.
Вучић је на крају састанка рекао да иде у Краљево где ће обићи припаднике Жандармерије. После састанка са представницима Срба у Рашкој, председник Србије Александар Вучић обишао је јединицу Жандармерије у Краљеву. Како је додао, Жандармерија треба да буде спремна, да ради, да вежба, а Србија ће дати све од себе да живот њихових породица буде олакшан, како по стамбеном питању тако и по питању породица. Председник Србије Александар Вучић поручио је да је одлука донета и да ће Србија бранити свој народ на Косову и Метохији.

#### Протести у Београду у знак подршке Србима на КиМ
Учесници скупа подршке Србима са Косова и Метохије блокирали су раскрсницу код Главне поште у Београду.

## Епилог догађаја
Тројица од укупно осморо ухапшених претходног дана у полицијској рацији на северу Косова и Метохије пуштени су на слободу по налогу тужиоца, преноси Репортери. Петоро осумњичених за кријумчарење остају у притвору, а косовск полиција наводи да роба нађена и одузета током операције вреди стотине хиљада евра. У полицијском извештају се наводи да су "демонстрирани који су транспортним возилима блокирали пут, користили ватрено оружје, ручне бомбе, гасне боце, ударне бомбе повредили десет полицајаца и оштетили неколико службених возила". Додаје се да је за још 10 осумњичених за кријумчарење робе јуче расписана потрага и да косовска полиција наставља истрагу о овим случајевима, а пренео је Косово онлајн.
Председник Србије Александар Вучић изјавио је дан касније, да зна шта нам је чинити, уколико косовски Албанци поново упадну на север Косова и узнемиравају српски народ и додао да се нада да никада нећемо имати прилику да видимо на који ће начин то урадити. Вучић је након обиласка фабрике и развојног центра компаније "Бросе" у Панчеву рекао, одговарајући на питање новинара како ће заштитити Србе на КиМ, да они могу да пробају све што могу против Срба па ће видети шта ће се десити.

### Пораз Самоопредељења и победа Српске листе на локалним изборима
На Косову и Метохији је после локалних избора одржаних 17. октобра 17 општина добило градоначелнике, док ће грађани 21 општине градоначелнике бирати у другом кругу локалних избора. Ниједан од изабраних градоначелнилка није из странке Самоопредељење, премијера привремених приштинских институција Аљбина Куртија.
Кандидати Српске листе су победили у свих 10 опстина са српском већином, саопштио је председник Српске листе Горан Ракић.
Самоопредељење премијера привремених приштинских институција Аљбина Куртија није успело да победи ни у једној општини у првом кругу.
На сајту ЦИК-а су објављени резултати према којима су у првом кругу победили кандидати: Дечане (Алијанса за будућност Косова), Јужна Митровица (Демократска партија Косова), Лепосавић (Српска листа), Липљан (Демократски савез Косова), Ново Брдо (Српска листа), Пећ (Демократски савез Косова), Штрпце (Српска листа), Сува Река (Алијанса за будућност Косова), Урошевац (Демократска партија Косова), Зубин Поток (Српска листа), Звечан (Српска листа), Ђенарал Јанковић (Демократска партија Косова), Грачаница (Српска листа), Ранилуг (Српска листа), Партеш (Српска листа), Северна Митровица (Српска листа), Србица (Демократска партија Косова).
После другог круга знаће се градоначелници Приштине, Ђаковице, Ораховца, Гњилана, Драгаша, Клине, Каменице, Подујева, Призрена, Витине, Вучитрна, Малишева, Јуника, Мамуша, Глоговца, Клокота, Истока, Штимља, Обилића, Косова Поља и Качаника.

## Дипломатске активности

### Реаговања на Упад РОСУ и нереде на северу Косова и Метохије
1. Србија — 13. октобар 2021. — Директор Канцеларије за Косово и Метохију Петар Петковић је, на ванредној конференцији за новинаре, рекао да су десетине људи повређене. Тешко је повређен, односно погођен из ватреног оружја Срећко Софронијевић, рођен 1985. године, коме се у хируршкој сали у Косовској Митровици боре за живот, навео је Петковић. Нагласио је да је до овога довело "дивљаштво" Аљбина Куртија, који је, како је истакао, превршио сваку меру. Показујући слике заплењених паковања сокова и чоколадица, упитао је да ли је то кријумчарење робе због које Росу упада са оклопним возилима на север Косова и Метохије, и ствара једно готово ратно стање. Навео је да су Росу кренуле ка Техничкој школи у Косовској Митровици, али да је храбри голоруки српски народ успео да одбрани тај део Косовске Митровице и отера припаднике Росу, који су се онда повукли у базу Белведере у јужном делу Митровице. Када су се вратили у базу Белведере, додао је Петковић, шест оклопних возила је поново кренуло на север Косова и Метохије.[23]
2. ЕУ — 13. октобар 2021. — Високи представник ЕУ Жозеп Борел поручио је да су једностране акције косовске полиције на северу Kосова и Метохије неприхватљиве и позвао на моментални прекид насилних инцидената. Поновио је да се све отворена питања морају решавати кроз дијалог Београда и Приштине. Борељ наглашава да је ЕУ у контактима и са Београдом и са Приштином. У седишту Европске спољнополитичке службе кажу да су интензивни дипломатски контакти са Београдом и Приштином у "пуном замаху".
3. Српска православна црква — 13. октобар 2021. — Епархија рашко-призренска изразила је највећу забринутост поводом акције косовске полиције на северу Косова и Метохије, при чему је употребљено насиље против српских грађана. Епархија је позвала на смиривање ситуације. Такође, Епархија је апеловала на међународне снаге КФОР-а и ЕУЛЕКС-а да хитно успоставе мир и ред и заштите грађане од насилног понашања полиције, а грађане позивају на максималну уздржаност.[24]
4. Сент Китс и Невис —  Србија — 13. октобар 2021. — Министар спољних послова Никола Селаковић састао се данас са министром иностраних послова Сент Китса и Невиса Марком Брентлијем и том приликом га упознао са стањем на Косову и Метохији у светлу данашњих етнички мотивисаних акција Приштине.
5. САД — 13. октобар 2021. — Изасланик актуелног америчког председника Доналда Трампа за дијалог Београда и Приштине Ричард Гренел изјавио је да актуелни председник Џозеф Бајден не сме да остане нем на ситуацију на северу Косова и Метохије и позвао на поштовање Бриселског споразума. Он је уз твит поделио вест да је неколико Срба и косовских полицајаца повређено у сукобима данас на Косову и Метохији.
6. САД —  Србија — 13. октобар 2021. — Амбасадор Србије у САД Марко Ђурић изјавио је да је данашње насиље на северу КиМ покушај премијера привремених приштинских институција Аљбина Куртија да демонстрира силу уочи локалних избора у недељу и позвао Кфор и НАТО да хитно реагују и распореде снаге како би се спречило даље насиље. Он је на Твитеру навео да су под лажним изговором да спроводе акцију због оптужби за кријумчарење, косовске специјалне снаге, наоружане аутоматским наоружањем, упале у српске апотеке и заплениле лекове.
7. Србија — 13. октобар 2021. — Принц Филип Карађорђевић окарактерисао је "тужним и застрашујућим" данашње догађаје на северу Косова и Метохије истакавши да су они континуирани наставак неодговорног и срамног понашања косовских институција, али и представника Међународне заједнице на Косову.
8. ЕУ — 14. октобар 2021. — Известилац Европског парламента за Косово Виола фон Крамон критиковала је шефа европске дипломатије Жозепа Бореља због његовог става о јучерашњој акцији Приштине на северу Косова и Метохије. Фон Крамон је позвала Бореља да „критикује државе у којима се не спроводи владавина права“ и додала да би ЕУ требало да „подржи оне који се боре против организованог криминала и корупције". Фон Крамон се огласила на Твитеру након што је Борељ апеловао на хитан прекид насиља на северу КиМ и оценио да су једнострани и некоординисани потези који угрожавају стабилност - неприхватљиви. „Државне институције које раде свој посао заслужују наше пуно поштовање. Дијалог, који се води уз посредовање ЕУ, није о свакодневним полицијским операцијама“, написала је Фон Крамон на Твитеру.[25]
9. САД — 14. октобар 2021. — Амерички амбасадор у Београду Ентони Годфри каже да та држава пажљиво прати ситуацију у Северној Митровици. На питање, да ли их је изненадила акција косовске полиције и да ли мисли да овакви потези спречавају било какав напредак у процесу нормализације односа, амбасадор каже да у овом тренутку нема довољно информација о последњем инциденту.[26]
10. Русија — 14. октобар 2021. — Министарство спољних послова Русије захтева да контингент НАТО „обузда радикалне косовске Албанце, рекла је портпаролка руског Министарства спољних послова Марија Захарова поводом најновијих инцидената на северу Косова када је један Србин упуцан, а више њих повређено. Она је указала на демонстративно одбијање косовских Албанаца да одустану од својих агресивних планова с циљем да очисте Косово од неалбанског становништва стварањем неподношљивих услова за живот. Руско Министарство је одлучно осудило поступке косовских власти који су, како се наводи, свесни некажњивости и који користе сваки повод да би, уочи локалних избора 17. октобра, изазвали међу локалним становништвом талас србофобије и на том таласу превагу ултранационалистичких снага неспособних за договор. Очигледно је, истичу у Москви, да радикална „влада“ Аљбина Куртија не сматра да има икакве обавезе, отворено игнорише чак и оне на Западу који настављају да лобирају за међународну легализацију незаконите, једнострано проглашене независности Косова, додала је она.[27]
11. УК — 14. октобар 2021. — Деловање против организованог криминала је у интересу свих грађана Косова и ми подржавамо косовску владу у очувању владавине права на целом Косову, саопштила је амбасада Велике Британије на Косову поводом јучерашње акције полиције. "Напори да се ова акција опструише насиљем, као и употреба запаљиве реторике, само помаже онима који желе да створе поделе међу заједницама на Косову", наведено је на твитер налогу амбасаде. Указује се и да су забринути због извештаја о застрашивању новинара који покушавају да раде свој посао и извештавају о чињеницама на терену. "Новинари имају право да раде у сигурном окружењу, а они који то угрожавају треба да одговарају", саопштила је амбасада Велике Британије.[1]
12. ЕУ — 21. октобар 2021. — Известилац Европског парламента за Косово Виола фон Крамон написала је на Твитеру да жели да косовски Срби буду заштићени што је више могуће, реагујући тако на изјаву директора Канцеларије за Косово и Метохију Петра Петковића, који је навео да Фон Крамонова прави од Срба на Косову легитимне мете. Она је на Твитеру написала да жели да косовски Срби буду заштићени што је више могуће. "Желим да косовски Срби – и јужно и северно до Ибра – буду што је више могуће заштићени. Да не би било још једног случаја Оливера Ивановића, који због недостатка владавине права или неког другог "магловитог дана" на северу остаје нерешен", навела је Фон Крамонова на Твитеру.[28]

### Седница УН о КиМ
У седишту Уједињених нација у Њујорку 15. октобра је одржана седница Савета безбедности на којој је разматран редован шестомесечни извештај генералног секретара УН Антонија Гутереша о ситуацији на Косову који се односи на период од 16. марта до 15. септембра 2021. године. Уочи почетка седнице, министар спољних послова Србије Никола Селаковић је накратко разговарао са руским амбасадором у УН Василијом Небензјом. Министар Селаковић рекао је, обраћајући се на седници, да Србија поштује улогу УН на Косову и Метохији. Амбасадори земаља чланица Савета безбедности УН поздравили су недавно постигнут привремени договор Београда и Приштине о питању таблица и позвали обе стране да наставе дијалог у циљу постизања трајног решења. Амерички дипломата позвао је на окончање мисије Унмика, чему су се успротивили представници Русије и Кине.
1. Организација уједињених нација — 15. октобар 2021. — Седница у Њујорку је почела извештајем који је представио шеф Унмика и специјални представник генералног секретара Уједињених нација, Захир Танин. Шеф Унмика упозорио је амбасадоре држава чланица Савета безбедности УН да једностране акције, попут одлуке власти у Приштини о регистарским таблицама, доприносе расту тензија и да су резултирале повредама више особа. Танин је, представљајући извештај генералног секретара УН Антонија Гутереша, рекао је да је недостатак политичке комуникације кључни разлог нових тензија. Власти у Приштини су, без одговарајуће комуникације са осталим организацијама укључујући и Кфор, почеле да спроводи одлуку о регистарским таблицама, рекао је Танин, наводећи да су се на административној граници појавила блиндирана возила, као и да је употребљен сузавац како би се растерали демонстранти. Чињеница да овакав потез није био предмет дискусије у редовним комуникацијама, довели су до дводневних тензија, које су прекинуте уз посредовање ЕУ и подршку дипломата из САД. Танин је, такође, захвалио шефовима НАТО-а и Европске комисије на личном доприносу у процесу смиривања тензија, додајући и да је лично апеловао да се тензије смање. Ипак, недељу дана касније, косовска полиција је поново распоредила специјалце на север Косова и остаје питање да ли је НАТО обавештен о акцији на ваљан начин, навео је он. Уколико се велика већина људи из различитих заједница не осећа као део политичког процеса и уколико друштво не стане иза преговора, сви покушаји да се реше проблеми ће бити недостижни, рекао је Танин, називајући документе „потребним, али недовољним за трајна решења“. Генерални секретар УН Антонио Гутереш је, у најновијем извештају Унмика о ситуацији на Косову и Метохији поздравио обнављање дијалога између Београда и Приштине, уз посредство Европске уније и позвао две стране на конструктиван ангажман и на примену постојећих споразума и спречавање застоја у процесу који траје већ дуги низ година.[29]
2. Србија — 15. октобар 2021. — Министар је подсетио да Приштина не поштује Бриселски споразум и да свакодневно прави провокације на северу Косова и Метохије. Безбедносна ситуација на Косову и Метохији је поремећена нападима на Србе, објаснио је он. Селаковић је подсетио на напад Србе од пре два дана и рекао да сузавац и шок бомбе постају свакодневница Срба на КиМ. Он је објаснио да је Верица Ђелић преминула од сузавца и да је Срећко Софронијевић тешко рањен. Он је објаснио да је „шверц“ био само цинични изговор за оружани напад на ненаоружане цивиле, а који је почео рафалима испаљенима у апотеке које снабдевају Србе врло битним лековима.[29]
3. Косово — 15. октобар 2021. — Председница привремених приштинских институција Вјоса Османи изјавила је на седници Савета безбедности УН да ће Приштина наставити да учествује у дијалогу са Београдом, али је поновила став да је коначни циљ тог дијалога — узајамно признање. „Србија мора да схвати да се реалност независног Косова никада неће променити“, тврди Османијева. Поводом најновијих акција косовске полиције на северу покрајине, она је демантовала шефа Унмика, наводећи да су НАТО и Кфор, као и амбасаде још неких земаља биле упознате са тим акцијама. Циљ те акције, казала је Османијева, била борба против организованог криминала, што је, према њеним речима, рат који нема етничку припадност. Она је, такође, позвала на окончање мисије Унмика, као и да се такозваном Косову омогући место међу чланицама низа међународних организација. „Унмик је формиран пре 22 године под изузетно тешким околностима као би успоставио привремену администрацију. Понављам привремену”, изјавила је Османијева.[29]
4. САД — 15. октобар 2021. — САД охрабрују Београд и Приштину да наставе дијалог под окриљем ЕУ, рекао је амерички представник у УН, наводећи да разговори представљају најбољи начин за превазилажењем проблема. „Разочарани смо што наши ранији позиви усмерени ка укидању Унмика нису наишли на разумевање“, рекао је амерички дипломата.[29]
5. Русија — 15. октобар 2021. — Руски амбасадор при УН Василиј Небензја је нагласио да се Москва противи укидању или промени мисије УН на Косову, као и да се противи примању Косова у међународне организације. Нејасна реакција западних земаља под чијом је Приштина надлежношћу и које фактички повлађују Приштини, даје Приштини осећај сведозвољености и провоцира ситуацију до отворене конфронтације, рекао је, између осталог, руски дипломата.[30]
6. Кина — 15. октобар 2021. — Амбасадор Кине при УН рекао је да је позиција Кине иста и да она поштује суверенитет и територијални интегритет Србије.Он је казао да Кина подржава да обе стране у оквиру резолуције 1244 СБ УН пронађу одрживо решење. Такође, истакао је, наставак унилатералних потеза Приштине забрињава Кину и додао да је дијалог једино решење „Залажемо се за наставак дијалога. Србија је показала вољу да се кроз дијалог нађе решење. Било какви погрешни потези могли би да ставе Косово на погрешан пут. Такође сматрамо да би требало заштитити интересе косовских Срба“, рекао је представник Кине.Он је указао да је улога Унмка још увек важна. „Подржавамо наставак пружања одговарајуће помоћи Унмику како би ова мисија могла да настави спровођење мандата који јој је поверен“, рекао је кинески дипломата.[29]